# Oscar De Clerck
Oscar De Clerck (Oostende, 11 december 1892 - Sint-Stevens-Woluwe, 20 januari 1968) was een Belgisch kubistisch en expressionistisch beeldhouwer en medailleur.

## Biografie

### Jeugd
Hij was de zoon van Constant De Clerck, een zelfstandig behanger-garneerder, en van Charlotte Loncke. Hij was de tweede jongste in een gezin dat zes kinderen telde: Jan, Emma, Georges, Daniël, Oscar en Anna. Zijn broer Jan (1881-1962) werd kunstschilder. Zijn broer Georges werd orkestviolist en was een tijdlang verbonden aan een Londens theater en aan een Amerikaans symfonieorkest, het Philadelphia Orchestra, dat speelde onder de leiding van Leopold Stokowski. Later werd hij handelaar in juwelen in Oostende.
Oscar De Clerck was gehuwd met Georgette Maquet, een huwelijk dat spaak liep. Oscar De Clerck woonde achtereenvolgens in de Godshuizenstraat (Edith-Cavellstraat) te Oostende, in de Ter Kamerenstraat 175 te Sint-Pieters-Woluwe en in de Oudstrijderslaan 15 te Sint-Stevens-Woluwe. Hij overleed te Sint-Stevens-Woluwe op 20 januari 1968 en werd er ook begraven.
De voorouders van Oscar De Clerck waren allemaal lieden van eenvoudige afkomst: hoveniers, kleermakers en dienstmeiden. Nergens zijn er bij hen artistieke precedenten te bespeuren.
Oscar De Clerck groeide op in Oostende in de Godshuizenstraat (nu Edith Cavellstraat), een volkse straat in de buurt van het hospitaal en de handelsdokken. Rondom het derde handelsdok lagen kleine scheepswerven waar houten vissersboten van stapel liepen. Een vriend des huizes was Henri Permeke, de vader van de schilder Constant Permeke. Henri Permeke was conservator van het Museum voor Schone Kunsten Oostende, kunstschilder, restaurator en leraar decoratieschilderen aan de Academie van Oostende. Zijn zoon Constant was een vriend van Oscars oudere broer Jan. Tegen de tijd dat Oscar een tiener was, was de schilderscarrière van zijn thuiswonende broer Jan al goed op dreef. Artistieke "aanwezigheden" waren er dus van jongs af thuis.

### Opleiding
Oscar De Clerck vatte studies aan in de zeevaartkunde te Antwerpen, maar gaf die op om leerling te worden aan de Brugse en daarna aan de Gentse Academie (1909-1913). Zijn leraars in Gent waren schilder en beeldhouwer Félix Metdepenninghen en Jean Delvin. Tot zijn studiegenoten behoorden Constant Permeke en Albert Saverys.
Wat Oscar De Clerck in de richting beeldhouwkunst stuurde, is niet geweten. Tijdens de kunstsalons 1905 tot 1907 in het Kursaal van Oostende kan hij de gelegenheid gehad hebben werk van betere beeldhouwers van het moment van dichtbij te bewonderen: Guillaume Charlier, Paul Dubois, Constantin Meunier en Auguste Rodin. Maar dat kon de jonge kunstenaar eveneens ook in de Driejaarlijkse Salons van Antwerpen, Brussel en Gent. Bovendien werd in Oostende in de vroege twintigste eeuw nogal wat figuratieve sculptuur geïntegreerd in nieuwe gebouwen: het Kursaal, de Sint-Petrus-en-Pauluskerk, de Sint-Jozefkerk, het (nu afgebroken) Postgebouw, de Vleesmarkt, De Smet de Naeyerbruggen, de Demeybruggen, gevelbeelden aan hotels en villa's... Allemaal zaken die onder de neus van de jonge Oscar De Clerck vorm kregen.
In november 1908 werd Oscar De Clerck medestichter van de Cercle Artistique d'Ostende, in zijn ouderlijk huis aan de Godshuizenstraat gesticht door zijn broer Jan. De meeste Oostendse kunstenaars van toen sloten zich bij deze kunstkring aan: Louis Boel, Oscar Cornu, Maurice Desforges, Karel Dekesel, Madeleine De Pape, Eugène-Achille Gerbosch, Louis Royon en Jef de Brock. Alleen James Ensor en de overigens nog volslagen onbekende Léon Spilliaert ontbraken. Karel De Kesel en Oscar De Clerck waren de beeldhouwers van het gezelschap. De ene een gevestigde naam met reeds een omvangrijk oeuvre, de andere een jonge debutant.
Deze kring kwam er gedeeltelijk uit onvrede tegen de groep "Ostende Centre d'Art" dat de grote zomersalons in het Kursaal organiseerde en hen straal negeerde. Zeker in het geval van Jan De Clerck is dat onbegrijpelijk. Maar als tegenreactie een vereniging stichten met nogal wat amateurs was nu niet direct de best mogelijke tegenzet van Jan De Clerck.

### Loopbaan
Oscar De Clerck verliet in 1913 de Gentse Academie met schitterende diploma's op zak. Hetzelfde jaar stelde hij drie portretsculpturen tentoon in het Salon van de Nieuwpoortse Kunstkring: Portret van Mevrouw V., Mijn vriend Pol en Mijn vriend Oscar. Dit vroege oeuvre is nog sterk beïnvloed door de stijl van Auguste Rodin en van Rik Wouters.
Maar spoedig vertoonden zijn werken de eerste tekens van vernieuwing in de richting van kubisme en art deco. Zijn kubistische bedelaar dateert van 1913. Hij stichtte samen met de dierenbeeldhouwer Domien Ingels (1880-1941) de groep der Vier Heemskinderen, die de Gentse wereldtentoonstelling van 1913 zou sieren. De Clerck trok op deze wereldtentoonstelling de aandacht met de monumentale kubistische fonteinsculptuur Vogelzang. Vooral de heldere en constructieve opbouw van het monument werd gewaardeerd en als vernieuwend gevoeld.
Voor het uitbreken van de Eerste Wereldoorlog in 1914 had Oscar De Clerck al een eigen atelier in Oostende, in een gebouw in de Wellingtonstraat. Het was eigenlijk een grote villa, gekend onder de naam "Karolienenhof" en een deel ervan werd gebruikt door de Burgerwacht. Het is niet geweten wat er gebeurd is met de werken uit dit atelier tijdens de Eerste Wereldoorlog.
Kort voor het uitbreken van de Eerste Wereldoorlog nam De Clerck ook deel aan het Salon 1914 te Spa (met het gipsen beeld Fautive) en aan het Salon van de Cercle Artistique te Oostende waarin Jakob Smits eregast was.

### Eerste Wereldoorlog
Bij het uitbreken van de oorlog vluchtte de familie De Clerck, zoals vele Oostendenaars, in een vissersboot naar Engeland. Ze woonden er te Worcester Park in Surrey. Dit was op nauwelijks 20 km van het centrum van Londen en in de onmiddellijke buurt van Richmond Park, Hampton Court of Claremont Park. Op zo'n 6 km lag Kingston-upon-Thames. Andere plaatsjes in de buurt waren Malden, Teddington, Twickenham en Cheam, namen die in vele titels van schilderijen van Oscars broer Jan voorkomen. De familie De Clerck was geenszins aan hun lot overgelaten, want de zoon Georges werkte als muzikant in Londen, onder meer in het Gaity theater, en kende heel wat mensen die konden helpen.
Oscar volgde gedurende een tijd les bij een beeldhouwster genaamd Scott. Wellicht is zij te vereenzelvigen met Kathleen Scott (1878-1946), in Groot-Brittannië een gevierde portretbeeldhouwster, die voor haar huwelijk les had gevolgd bij Auguste Rodin, en de weduwe van de ontdekkingsreiziger Robert Falcon Scott.
Oscar De Clerck bleef niet de hele oorlog in Londen: Hij maakte in 1915 de overtocht naar de Verenigde Staten waar zijn broer Georges al naartoe getrokken was en waar hij officiële opdrachten kreeg voor decoratief sculptuurwerk voor tentoonstellingspaviljoenen in New York, Philadelphia, Boston en Rio de Janeiro. Een tijdlang werkte hij eveneens voor de Amerikaanse oorlogsvloot, meer speciaal voor camouflagetoepassingen op scheepsrompen. Tijdens deze Amerikaanse tijd ontpopte hij zich occasioneel ook als een verdienstelijk amateurbokser.
In Amerika beeldhouwde hij het borstbeeld van de dirigent Leopold Stokowsky, dat werd afgebeeld in het boek Allies in Art (Londen, 1917). In hetzelfde boek vindt men ook een kleurenreproductie van het portret dat zijn broer Jan van hem maakte. Voor het Rockefeller Center in New York realiseerde hij een reliëf La Sagesse.
Zijn broer Jan bleef wel in Engeland en werd er lid van de "Thames Valley Art Club", een club die zowel professionele kunstenaars als dilettanten uit de regio verenigde. Jan stelde enkele keren tentoon in de groepstentoonstellingen van de club. Jan De Clerck was anno 1915 in Kingston-upon-Thames medeorganisator van een "Belgian Exhibition of Modern Art". Aan deze expo heeft Oscar ook nog deelgenomen.

### Verdere loopbaan
Na de oorlog was de stijl van Oscar De Clerck volledig ontwikkeld met invloeden van futurisme en kubisme: geblokte, vereenvoudigde figuren op geometrische wijze verwerkt: Calvarie, Piëta, Verloren zoon, Sterrekundige (1919), De geseling (1920), Portret van James Ensor (1921), De zangeres (1926) en Vogelzang (1927). De Franstalige auteur Michel de Ghelderode getuigde over hem: "De Clerck est bien l'esprit le plus éclairé, la nature la plus instinctive de la jeune sculpture belge." (De Clerck is inderdaad de meest verlichte geest en de meest instinctieve natuur van de jonge Belgische beeldhouwers.) Het was figuratief beeldhouwwerk dat nauw aansloot bij de esthetiek van de art-decostijl. Hij behoort hiermee, samen met de avant-garde beeldhouwers Oscar Jespers (1887-1970), Henri Puvrez (1893-1971) en Emiel Poetou (1885-1975), tot de vernieuwers van de Belgische beeldhouwkunst na de Eerste Wereldoorlog. Hij beheerste met hen de Belgische beeldhouwkunst in de jaren 1920 en 1930.
Maar in de jaren dertig keerde hij terug tot een meer gematigde klassieke figuratie.
Vanaf 1934 was hij leraar aan de Leuvense kunstacademie en hij werd er vast benoemd door de gemeenteraad op 10 januari 1936. Van het stadsbestuur van Leuven kreeg hij de opdracht voor het monument Heropbouw van Leuven, dat in 1937 ingehuldigd werd in de tuinen van de stadsbibliotheek aan de Leopold Vanderkelenstraat. Tot zijn leerlingen aan de Academie behoorden onder meer de tapijtontwerper Julien Bal, de kunstschilder Emiel Crabbe en verder Marcel Dekok, René Delvaux, Edouard Dewit, Germaine Malfait, Louis Smeyers en Emiel van Langhendonck.
In december 1945 werd hij tot directeur van de Academie aangesteld in opvolging van Alfred Delaunois (1876-1941). Hij nam deze functie waar tot oktober 1958.
Oscar De Clerck maakte zich bijzonder verdienstelijk als beeldhouwer van monumentale, in architectuur geïntegreerde sculpturen, alsook als ontwerper van monumentale dinanderie, die doorgaans ook als decoratie van gebouwen bedoeld was.

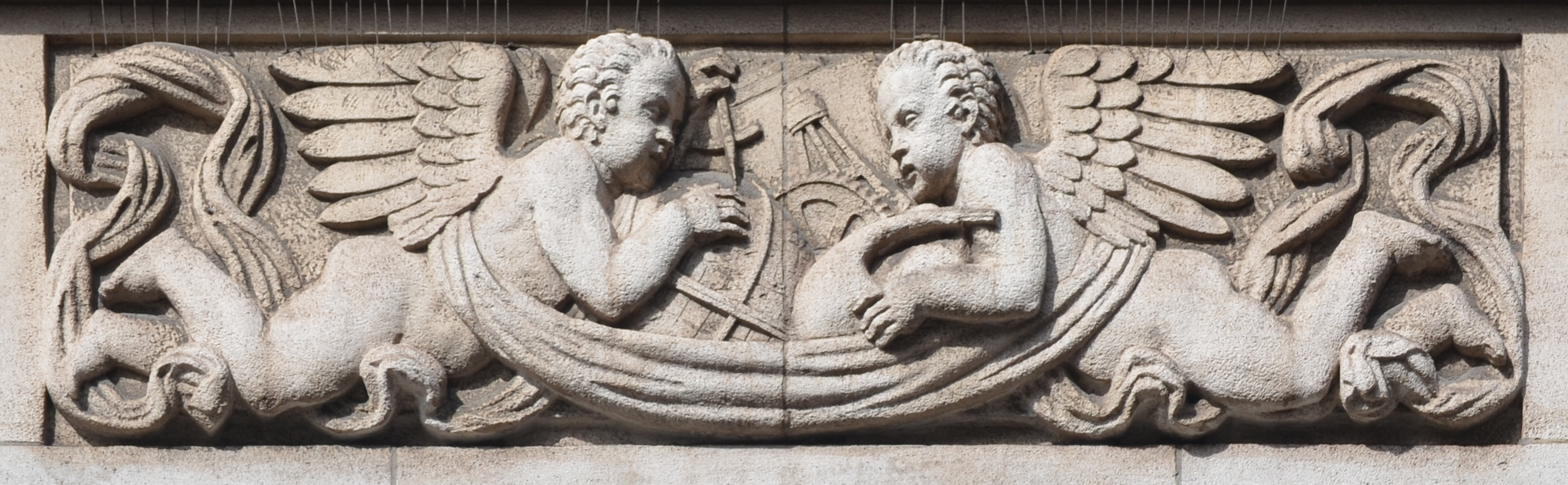
Stadhuis van Charleroi: de Wetenschappen (1936)

In die zin kreeg hij tal van opdrachten toebedeeld:
- 1925, internationale tentoonstelling te Monza (3 bas-reliëfs)
- 1926 : zeven uitgebeitelde panelen met expressionistische bas-reliëfs langs de muren van Joseph Mariënstadion van de voetbalclub Union Sint-Gillis (ondertussen geklasseerd als beschermd monument).[1]
- 1932, opdracht voor een gedeelte van de decoratie van het nieuwe stadhuis te Charleroi;
- 1935, Wereldtentoonstelling te Brussel: decoratie van het paviljoen der textielnijverheid, kruisweg in de Koninklijke Kapel;
- 1937, wereldtentoonstelling te Parijs: decoratie van het Belgisch paviljoen en een doopvont;
- 1938, tentoonstelling te New York: decoratie van het Belgisch paviljoen met dinanderie vervaardigd in de Ateliers Maudoux;
- 1939, tentoonstelling te Rijsel: 9 bas-reliëfs in het Belgisch paviljoen;
- 1958, wereldtentoonstelling Expo 58 te Brussel: decoratie van het paviljoen van de textielnijverheid en het paviljoen van Congo.

Hij leverde decoratieve sculptuur voor enkele huizen in Brussel en omgeving: het huis Pirelli, het huis Bosman en het huis Pisart, de laatste twee aan de Tervurenlaan.
Het Stadhuis van Charleroi is een van de merkwaardigste realisaties in art deco in België met een geslaagde versmelting van architectuur en architecturale sculptuur. Voor dit bestuursgebouw werd er een welbepaald programma uitgewerkt dat nauw aansloot bij de functie ervan: allegorieën op kunsten en wetenschappen, onderwijs, de levensloop (geboorte, huwelijk, overlijden), water en gas, brandweer, enz.

## Portretbustes
Hij heeft ook tal van portretbustes gemaakt. Naast die van James Ensor en Leopold Stokowsky onder meer van Prinses de Schwarzenberg, juffrouw Collin, baron René Steens, August Vermeylen, baron Houtard, gouverneur van Brabant, burggraaf de Spoelbergh, professor Debaisieux, Kanunnik Lemaire, A. Smets, burgemeester van Leuven, de kunstschilders Willem Paerels en Armand Apol.
Hij realiseerde diverse ontwerpen voor keramische sierstukken. In de vroege jaren 20 van de twintigste eeuw boetseerde hij een paar modellen voor de firma Helman in Sint-Agatha-Berchem, een bedrijf dat vooral tegels en tegeltableaus maakte.
In 1924 bracht de Manufacture impériale et royale de Nimy zijn Vrouw met panter op de markt in witte faience.
Voor de Editions Nerva, nog een firma die decoratieve sculpturen in faience op de markt bracht, ontwierp De Clerck in 1928, of kort ervoor, zes modellen. En voor Villeroy & Boch in Sept-Fontaines leverde hij in 1929 en ook erna een aantal ontwerpen. Zijn contract met Villeroy & Boch te Sept-Fontaines dd. 3 december 1929 stipuleerde de jaarlijkse levering van zes modellen voor keramische sculpturen "klein formaat" ("petite dimension") voor de som van 18.000 frs. per jaar, te betalen in maandelijkse schijven van 1.500 frs.

## Penningen
Als penningkunstenaar ten slotte was zijn productie eerder beperkt. Zelf hechtte hij blijkbaar ook niet zoveel belang aan dit aspect van zijn oeuvre. Hij vermeldde het niet expliciet in de autobiografische notities, eigenlijk eerder beknopte c.v.'s, die hij schreef of typte en die moesten dienen voor kunstgalerieën, journalisten of schrijvers. In zijn individuele tentoonstelling in de Cercle Artistique et Littéraire in de Waux Hall in het Warandepark in 1930 nam hij blijkens de catalogus zelfs geen penningen op. Ook zette hij ontwerpen van andere kunstenaars om in reliëf geschikt voor het slaan van penningen.
De markt van de gedenkpenningen werd vooral bezet door beeldhouwers als Dolf Ledel, Victor Demanet of Marcel Rau die een beduidend grotere productie hadden. 

## Tentoonstellingen
Van zijn vele individuele tentoonstellingen zijn vermeldenswaardig die in het Paleis voor Schone Kunsten te Brussel (1929), in de Cercle Artistique et Littéraire Waux-Hall te Brussel (maart 1930), in de Galerij Georges Giroux te Brussel (februari 1932) en in de bekende galerij Studio te Oostende (januari 1933). Verder stelde De Clerck tentoon in belangrijke buitenlandse steden als Bern, Boedapest, Leipzig, Milaan, Parijs, Riga, Rome, Stockholm en Venetië.
Hij behaalde gouden medailles te Brussel (1935), in Parijs (1937), en in New York (1939). Vanaf 1934 trad hij meermaals op als jurylid voor de grote prijs van Rome en andere internationale prijzen.
De Clerck kreeg ook de belangstelling van het toen nog nieuwe medium televisie, met name van de nationale zender NIR. Het programma Ten huize van wijdde in 1960 een volledige aflevering aan hem met als interviewer de legendarische tv-pionier en theaterpedagoog Ast Fonteyne.
Na zijn pensionering in 1959, bleef de beeldhouwer onvermoeibaar aan de slag in zijn atelier te Sint-Stevens-Woluwe. In december 1966 werd er nog een bescheiden retrospectieve van zijn werk gehouden te Sint-Stevens-Woluwe (met uitgifte van een bijzondere postafstempeling). Maar Oscar De Clerck was voor vele kenners toen reeds een figuur uit het verleden.

## Musea
- Verzamelingen van de Belgische Staat: Bespiegeling
- Brussel, Paleis voor Schone Kunsten (Bozar): De Temmer
- Brussel, Paleis der Dynastie
- Brussel, Koninklijke Bibliotheek Albert I. Munt- en Penningenkabinet
- Dinant, Stedelijke verzameling: onder andere Visser
- Elsene, Museum van Elsene: Zonnestraal (brons)
- Kortrijk, Broelmuseum
- Leuven, M - Museum: Geseling , "Christus op de koude steen", meerdere bustes, een reliëf in plaaster en 16 krijttekeningen uit 1921-1938
- Luik, M.A.M.
- Middelkerke, Casino
- Oostduinkerke, Visserijmuseum
- Oostende, Mu.ZEE (De Visser, De Ontaarde, Homo Sum, Memoriaal Lapon, Vrouw met roofdier, Piétà, drie tekeningen),
- Oostende, Conservatorium: Lapon-memoriaal (1927; voorheen in het Leopoldpark)
- Oostende, Oostends Historisch Museum "De Plate", Oostende: portret van stadsbibliothecaris Omer Vilain.

Nabij het vroegere vliegveld te Evere staat zijn monument van vlieger burggraaf de Spoelbergh. Te Rocquebrunes in Frankrijk staat zijn Churchill-monument (1966). Vroeger in het tuintje naast de Vicus in Leuven, maar nu naast de zuilenfaçade van museum M staat zijn Heropstanding van Leuven.

## Film
- "Ten Huize van Oscar De Clerck" (NIR/BRT/VRT; interviewer : Ast Fonteyne – op het einde zien we De Clerck een portretprofiel van Ast Fonteyne boetseren